# Virginia Water
Virginia Water är en ort i Storbritannien.   Den ligger i grevskapet Surrey och riksdelen England, i den södra delen av landet, 30 km väster om huvudstaden London. Virginia Water ligger 36 meter över havet och antalet invånare är 2 999.
Terrängen runt Virginia Water är platt, och sluttar österut. Runt Virginia Water är det mycket tätbefolkat, med 1 056 invånare per kvadratkilometer. Närmaste större samhälle är Slough, 11,9 km norr om Virginia Water. I omgivningarna runt Virginia Water växer i huvudsak blandskog.